# Endòspora
Una endòspora o espora bacteriana és una estructura inactiva, resistent, no reproductiva produïda per una petita quantitat de bacteris de la divisió Firmicute. La funció primària de les endòspores és sobreviure en temps de tensió ambiental. Per tant, són resistents a la radiació ultraviolada i gamma, a la dessecació, al lisozim, a la temperatura, a la falta de nutrients i als desinfectants químics. Les endòspores es troben comunament a terra i en aigua on sobreviuen durant períodes molt llargs.
El diàmetre de les endòspores poden ser de mida igual, superior o inferior que la cèl·lula vegetativa. La seva posició pot ser terminal (situada en un extrem) subterminal (situada propera a l'extrem) o central (situada en el centre de la cèl·lula i depenent de la seva localització dins del bacteri es pot determinar si és d'una espècie o una altra.

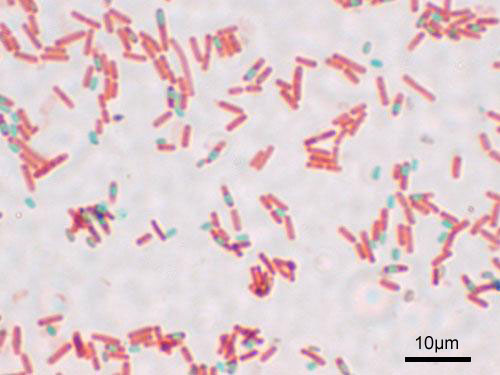
Una preparació de Bacillus subtilis mostrant les endòspores en verd.

## Formació
Quan un bacteri percep condicions ambiental desfavorables, comença el procés d'esporulació, el qual arriba a durar entorn de les 10 hores. Replega l'ADN i comença a formar una paret coneguda com a tàbic. La membrana plasmàtica de la cèl·lula es replega per l'interior del tabic formant una doble membrana al voltant de l'ADN i l'estructura es converteix al mateix temps en el que es coneix com a forespora. El dipicolinat de calci, sal càlcica de l'àcid dipicolínic, s'incorpora a la forespora. La carcassa es forma després entre les dues capes i la bateria agrega una capa més a la forespora. L'esporulació es completa i l'endòspora es tira quan es degrada la cèl·lula vegetativa mitjançant la germinació.
La germinació es desencadena per la lesió, física o química de les cobertes que l'envolten, cosa que permet la reentrada d'aigua i així el reiniciament de les reaccions metabòliques. Els bacteris a diferència dels fongs no poden fer servir aquest mecanisme per a la reproducció.
Les endospores són resistents a la majoria dels agent que matarien normalment a les cèl·lules vegetatives. Els productes de neteja de la casa generalment no els produeixen cap efecte, ni la majoria dels alcohols, compostos d'amoni, els detergents i molts d'ells poden arribar a sobreviure moltes hores en aigua bullent fent provoquin molts problemes a les indústries alimentàries, no obstant l'òxid d'etilè és eficaç contra elles.

## Tinció
Degut a la morfologia de les espores per poder-les veure amb claredat al microscopi, necessiten ser tenyides amb una tinció específica que requereix clorant molt concentrats i calor, és el mètode de Wirtz o verd de malaquita.
Per poder tenyir les endòspores s'han de seguir aquest passos:
- Fer un frotis normal amb la mostra.
- Afegir el colorant principal, el verd de malaquita, per sobre l'extensió i amb una flama a sota (Bec Bunsen en un laboratori) deixar-lo que s'escalfi però sense que bulli o s'evapori; en cas de fer-ho s'ha de tornar a afegir verd de malaquita. Així durant 5 minuts.
- Rentar amb aigua 30 segons, per eliminar el colorant de tots els llocs excepte de les espores.
- Afegir el colorant de contrast, safranina, durant 2 minuts per tintar les estructures cèl·lules diferents a les endòspores.
- Decantar amb aigua per treure el colorant sobrant i assecar.

Un cop tenyit, no es decolora.

## Bacteris productors d'endòspores
Els exemple de bacteri que posseeixen aquest mecanisme inclouen els gèneres:
- Acetonema
- Alkalibacillus
- Ammoniphilus
- Amphibacillus
- Anaerobacter
- Anaerospora
- Aneurinibacillus
- Anoxybacillus
- Bacillus
- Brevibacillus
- Caldanaerobacter
- Caloramator
- Caminicella
- Cerasibacillus
- Clostridium
- Clostridiisalibacter
- Cohnella
- Dendrosporobacter
- Desulfotomaculum
- Desulfosporomusa
- Desulfosporosinus
- Desulfovirgula
- Desulfunispora
- Desulfurispora
- Filifactor
- Filobacillus
- Gelria
- Geobacillus
- Geosporobacter
- Gracilibacillus
- Heliobacterium
- Heliophilum
- Lentibacillus
- Mahella
- Moorella
- Oceanobacillus
- Ornithinibacillus
- Oxalophagus
- Oxobacter
- Paenibacillus
- Paraliobacillus
- Pelospora
- Pelotomaculum
- Piscibacillus
- Pontibacillus
- Propionispora
- Salinibacillus
- Salsuginibacillus
- Sporacetigenium
- Sporoanaerobacter
- Sporobacter
- Sporobacterium
- Sporohalobacter
- Sporolactobacillus
- Sporomusa
- Sporosarcina
- Sporotalea
- Sporotomaculum
- Syntrophospora
- Tenuibacillus
- Tepidibacter
- Terribacillus
- Thalassobacillus
- Thermoacetogenium
- Thermoactinomyces
- Thermoalkalibacillus
- Thermoanaerobacter
- Thermoanaeromonas
- Thermobacillus
- Thermovenabulum
- Tuberibacillus
- Virgibacillus
- Vulcanobacillus